# Cikadu (Situraja)
Cikadu is een bestuurslaag in het regentschap Sumedang van de provincie West-Java, Indonesië. Cikadu telt 2646 inwoners (volkstelling 2010).